# Попов, Анатолий Дмитриевич
Анатолий Дмитриевич Попов (20 сентября 1926, Устье, Тамбовская губерния — 22 января 2008, Мичуринск, Тамбовская область) — наводчик станкового пулемёта 353-го гвардейского стрелкового полка 114-й гвардейской Краснознаменной ордена Суворова стрелковой дивизии 9-й армии 3-го Украинского фронта, гвардии младший сержант.

## Биография
Родился 20 сентября 1926 года в селе Устье (ныне — Мичуринского района Тамбовской области) в семье железнодорожника. Его отец работал начальником цеха на Мичуринском паровозоремонтном заводе. Окончил 9 классов.
В Красной Армии и на фронте в Великую Отечественную войну с декабря 1943 года. Окончил полковую школу пулеметчиков. Принимал участие в боях на территории Австрии, Чехословакии.
Наводчик станкового пулемета 353-го гвардейского стрелкового полка гвардии младший сержант Анатолий Попов при форсировании реки Раба 10 апреля 1945 года одним из первых достиг берега и огнём из пулемёта истребил свыше пятнадцати противников, подавил огневую точку врага. Приказом по 114-й гвардейской стрелковой дивизии от 28 апреля 1945 года за мужество и отвагу, проявленные в боях, гвардии младший сержант Попов Анатолий Дмитриевич награждён орденом Славы 3-й степени.
В бою за населенный пункт Кляйн-Целль 20 апреля 1945 года вывел из строя метким огнём до взвода вражеских солдат и офицеров, поджёг две автомашины. Приказом от 24 мая 1945 года за мужество и отвагу, проявленные в боях, гвардии младший сержант Попов Анатолий Дмитриевич был во второй раз награждён орденом Славы 3-й степени. 24 октября 1966 года Попов Анатолий Дмитриевич был перенаграждён орденом Славы 2-й степени.
В конце апреля 1945 года при отражении контратак противника близ столицы Австрии — города Вены сразил из пулемёта до двадцати противников, подавил три огневые точки врага. Приказом от 22 мая 1945 года за мужество и отвагу, проявленные в боях, гвардии младший сержант Попов Анатолий Дмитриевич в третий раз награждён орденом Славы 3-й степени.
Указом Президиума Верховного Совета СССР от 24 октября 1966 года Попов Анатолий Дмитриевич перенаграждён орденом Славы 1-й степени, став полным кавалером ордена Славы.
Войну 114-я гвардейская стрелковая дивизия, в которой служил Попов, закончила лишь в средине мая 1945 года, ведя бои под Прагой по уничтожению немецких войск до 15 мая.
После войны старшина А. Д. Попов продолжал службу в Вооружённых Силах СССР. С 1950 года — в запасе в звании майора. В 1955 году стал членом КПСС. Окончил среднюю школу и Плодоовощной институт имени Мичурина. Работал главным агрономом, директором совхоза в Данковском районе Липецкой области, начальником хозяйственного отдела локомотиворемонтного завода в городе Мичуринск Тамбовской области.
Жил в городе Мичуринске Тамбовской области. Активно участвовал в общественной жизни: часто выступал в школах и профессиональных училищах с рассказами о Великой Отечественной войне. Избирался членом Мичуринского горсовета ветеранов войны и труда. Скончался 22 января 2008 года.
Награждён орденом Отечественной войны 1-й степени, орденами Славы 1-й, 2-й и 3-й степени, медалями, в том числе «За отвагу».
Участник юбилейных парадов Победы 1985 и 1995 годов в Москве на Красной площади.